# Chris Morgan (Drehbuchautor)
Chris Morgan ist ein Drehbuchautor und Filmproduzent. Er ist vor allem seit 2006 als Drehbuchautor für die Filmreihe Fast & Furious bekannt.

## Leben
Chris Morgans Einstieg ins Filmgeschäft fand 2004 mit dem Drehbuch zum Film Final Call – Wenn er auflegt, muss sie sterben statt. 2006 verfasste er das Drehbuch für den Film The Fast and the Furious: Tokyo Drift, was seinen Einstieg in die Filmreihe Fast & Furious bedeutete. Seitdem schrieb Morgan jedes Drehbuch der Reihe.
2009 erdachte Morgan zusammen mit Max Burnett und Greg Coolidge die Jugendserie Troop – Die Monsterjäger, von der zwei Staffeln produziert wurden. 2014 startete Morgan die Serie Gang Related, die jedoch schlechte Einschaltquoten verzeichnete und bereits nach einer Staffel wieder eingestellt wurde. Morgan gehörte mit Alex Kurtzman zu den Initiatoren der Filmserie Dark Universe, beide verließen aber das Projekt, nachdem der erste Teil der Serie Die Mumie nicht den erwarteten Erfolg erreichen konnte.
Seit 2015 ist er ebenfalls als Filmproduzent tätig. Im Sommer 2025 wurde Morgan Mitglied der Academy of Motion Picture Arts and Sciences.

## Filmografie
Als Drehbuchautor
- 2004: Final Call – Wenn er auflegt, muss sie sterben (Cellular)
- 2006: The Fast and the Furious: Tokyo Drift
- 2008: Wanted
- 2009: Fast & Furious – Neues Modell. Originalteile. (Fast & Furious)
- 2011: Fast & Furious Five (Fast Five)
- 2013: Fast & Furious 6
- 2013: 47 Ronin
- 2015: Fast & Furious 7 (Furious 7)
- 2015: The Vatican Tapes
- 2017: Fast & Furious 8 (The Fate of the Furious)
- 2019: Fast & Furious: Hobbs & Shaw (Fast & Furious Presents: Hobbs & Shaw)
- 2023: Shazam! Fury of the Gods
- 2024: Red One – Alarmstufe Weihnachten (Red One)

Als Produzent
- 2015: The Vatican Tapes
- 2017: Fast & Furious 8 (The Fate of the Furious)
- 2017: Die Mumie (The Mummy)
- 2018: Bird Box – Schließe deine Augen (Bird Box)
- 2019: Fast & Furious: Hobbs & Shaw (Fast & Furious Presents: Hobbs & Shaw)
- 2023: Bird Box: Barcelona
- 2024: Red One – Alarmstufe Weihnachten (Red One)

Als Schöpfer
- 2009–2011: Troop – Die Monsterjäger (The Troop, Fernsehserie)
- 2014: Gang Related (Fernsehserie)